# Loison-sur-Créquoise

Loison-sur-Créquoise este o comună în departamentul Pas-de-Calais, Franța. În 1 ianuarie 2022 avea o populație de 261 de locuitori.